# Eberhard Moyelke
Eberhard Moyelke (* in Lübeck; † 1437 ebenda) war Ratsherr der Hansestadt Lübeck.

## Leben
Eberhard Moyelke war Sohn des Lübschen Bürgers Hartwig Moyelke. Er war als Kaufmann Mitglied der Schonenfahrer in Lübeck. Im Zuge der bürgerlichen Unruhen in Lübeck zu Anfang des 15. Jahrhunderts wurde er 1408 nach Vertreibung des Alten Rats in den Neuen Rat gewählt, dem er bis zur Rückkehr des Alten Rats 1416 angehörte. Im Rat wirkte er 1410 als Marstallherr. Mojelke war 1413 und 1414 Vorsteher der Petrikirche. Er stiftete 1419 das Mojelke-Armenhaus am Langen Lohberg 26, welches bis zum Beginn des 20. Jahrhunderts im Eigentum der Mojelken-Stiftung stand. Trinitatis 1429 war er Mitglied der patrizischen Zirkelgesellschaft in Lübeck. In Testamenten Lübecker Bürger wird er häufiger als Urkundszeuge und als Vormund aufgeführt.
Mojelke bewohnte seit 1407 die Königstraße 77 und ab 1418 das Hausgrundstück Königstraße 11, heute bebaut mit dem Museum Behnhaus.